# Бурмистров, Вилен Иванович
Вилен Иванович Бурмистров (1925, Бондюжский, Бондюжский сельсовет, Камаевская волость, Елабужский кантон, Татарская АССР, РСФСР, СССР — 16 июня 1943, Григоровка, Каневский район, Черкасская область, Украинская ССР, СССР) — Гвардии старшина Рабоче-крестьянской Красной Армии, участник Великой Отечественной войны, Герой Советского Союза (1944).

## Биография
Родился в 1925 году в посёлке Бондюжский Завод (ныне — город Менделеевск в Татарстане) в рабочей семье. Окончил семь классов школы, работал на местном химзаводе. В январе 1943 года был призван на службу в Рабоче-крестьянскую Красную Армию. С сентября того же года — на фронтах Великой Отечественной войны, командовал отделением 3-го батальона 22-й гвардейской мотострелковой бригады (6-го гвардейского танкового корпуса, 3-й гвардейской танковой армии, Воронежского фронта). Отличился во время битвы за Днепр.
23 сентября 1943 года одним из первых в своём подразделении переправился через Днепр. Его отделение захватило опорный пункт немецкой обороны в районе села Григоровка Каневского района Черкасской области Украинской ССР и удерживало его до подхода остальных подразделений батальона, отражая вражеские контратаки, нанеся противнику большой урон. 24 сентября гвардии старшина Бурмистров погиб в бою. 
Похоронен на окраине Григоровки.
Указом Президиума Верховного Совета СССР «О присвоении звания Героя Советского Союза генералам, офицерскому, сержантскому и рядовому составу Красной Армии» от 10 января 1944 года за «образцовое выполнение боевых заданий командования на фронте борьбы с немецко-фашистскими захватчиками и проявленные при этом отвагу и геройство» был удостоен посмертно высокого звания Героя Советского Союза. 
Также был награждён орденами Ленина и Красной Звезды, а также рядом медалей.

## Память
Бюст Бурмистрова установлен в Менделеевске, в его честь названы улицы в Менделеевске и Елабуге.